# Yes (album des Pet Shop Boys)
Cet article concerne l'album de Pet Shop Boys. Pour les autres significations, voir Yes (homonymie).
 (juillet 2013).
Si vous disposez d'ouvrages ou d'articles de référence ou si vous connaissez des sites web de qualité traitant du thème abordé ici, merci de compléter l'article en donnant les références utiles à sa vérifiabilité et en les liant à la section « Notes et références ».
Albums de Pet Shop Boys
Story: 25 Years of Hits
(2009) Christmas
(EP, 2009)
Singles
1. Love Etc.
Sortie : 16 mars 2009
2. Did You See Me Coming?
Sortie : 1er juin 2009
3. Beautiful People
Sortie : 2 octobre 2009
4. All Over the World
Sortie : 14 décembre 2009

Yes est un album des Pet Shop Boys sorti le 23 mars 2009. Il comprend les titres Love Etc., Did You See Me Coming?, Beautiful People et All Over the World. 

## Formats et éditions
L'édition originale comprend 11 titres (12 pour le Japon). L'édition limitée Yes, etc. est composée de deux CD comprenant 18 titres (19 pour la version Japonaise) dont l'inédit This Used to Be the Future auquel collabore Philip Oakey de The Human League. Le coffret Collector, baptisé Boxed Vinyl Limited Edition, numéroté à 300 copies dans le monde, comprend 11 disques vinyles regroupant 22 titres (les titres originaux en face A et les versions instrumentales en face B) ainsi qu'un livret dédicacé.

## Pistes
Yes
| No  | Titre                  | Auteur                                                                        | Durée |
| --- | ---------------------- | ----------------------------------------------------------------------------- | ----- |
| 1.  | Love Etc.              | Neil Tennant/Chris Lowe/Brian Higgins/Miranda Cooper/Owen Parker/Tim Powell   | 3:32  |
| 2.  | All Over the World     | Neil Tennant/Chris Lowe, ainsi qu'un sample non crédité de Tchaikovsky        | 3:51  |
| 3.  | Beautiful People       | Neil Tennant/Chris Lowe                                                       | 3:42  |
| 4.  | Did You See Me Coming? | Neil Tennant/Chris Lowe                                                       | 3:41  |
| 5.  | Vulnerable             | Neil Tennant/Chris Lowe                                                       | 4:47  |
| 6.  | More Than a Dream      | Neil Tennant/Chris Lowe/Brian Higgins/Miranda Cooper/Jason Resch/Kieran Jones | 4:57  |
| 7.  | Building a Wall        | Neil Tennant/Chris Lowe                                                       | 3:50  |
| 8.  | King of Rome           | Neil Tennant/Chris Lowe                                                       | 5:31  |
| 9.  | Pandemonium            | Neil Tennant/Chris Lowe                                                       | 3:43  |
| 10. | The Way It Used to Be  | Neil Tennant/Chris Lowe/Brian Higgins/Miranda Cooper/Nick Coler               | 4:44  |
| 11. | Legacy                 | Neil Tennant/Chris Lowe                                                       | 6:21  |

Titre bonus édition japonaise
| No | Titre                             | Auteur                                                                      | Durée |
| -- | --------------------------------- | --------------------------------------------------------------------------- | ----- |
| 1. | Love Etc. (Pet Shop Boys Sex Mix) | Neil Tennant/Chris Lowe/Brian Higgins/Miranda Cooper/Owen Parker/Tim Powell | 6:18  |

Titres bonus plate-forme de téléchargement légal
| No | Titre                                                                                          | Auteur                                                                      | Durée |
| -- | ---------------------------------------------------------------------------------------------- | --------------------------------------------------------------------------- | ----- |
| 1. | Love Etc. (Pet Shop Boys Dub)                                                                  | Neil Tennant/Chris Lowe/Brian Higgins/Miranda Cooper/Owen Parker/Tim Powell | 6:18  |
| 2. | Yes (les Pet Shop Boys commentent leur album titre par titre)                                  | Neil Tennant/Chris Lowe                                                     | 48:40 |
| 3. | Brit Awards Medley featuring Lady Gaga et Brandon Flowers (disponible en pré-vente uniquement) |                                                                             | 9:32  |

Etc. - Édition limitée CD bonus
| No | Titre                                               | Auteur                                                                        | Durée |
| -- | --------------------------------------------------- | ----------------------------------------------------------------------------- | ----- |
| 1. | This Used to Be the Future (featuring Philip Oakey) | Chris Lowe/Neil Tennant                                                       | 5:14  |
| 2. | More Than a Dream (Magical Dub)                     | Neil Tennant/Chris Lowe/Brian Higgins/Miranda Cooper/Jason Resch/Kieran Jones | 6:10  |
| 3. | Pandemonium (The Stars and the Sun Dub)             | Neil Tennant/Chris Lowe                                                       | 5:50  |
| 4. | The Way It Used to Be (Left of Love Dub)            | Neil Tennant/Chris Lowe/Brian Higgins/Miranda Cooper/Nick Coler               | 5:16  |
| 5. | All Over the World (This Is a Dub)                  | Neil Tennant/Chris Lowe/sample non crédité de Tchaikovsky                     | 5:21  |
| 6. | Vulnerable (Public Eye Dub)                         | Neil Tennant/Chris Lowe                                                       | 5:17  |
| 7. | Love Etc. (Beautiful Dub)                           | Neil Tennant/Chris Lowe/Brian Higgins/Miranda Cooper/Owen Parker/Tim Powell   | 6:24  |